# Leptostelma
Leptostelma, rod glavočika smješten u podtribus Conyzinae, dio tribusa Astereae.
Opisan je 1830. i sastoji se od šest južnoameričkih vrsta.

## Vrste
1. Leptostelma camposportoi (Cabrera) A.M.Teles & Sobral
2. Leptostelma catharinense (Cabrera) A.M.Teles & Sobral
3. Leptostelma maxima D.Don
4. Leptostelma meyeri (Cabrera) A.M.Teles
5. Leptostelma tucumanense (Cabrera) A.M.Teles
6. Leptostelma tweediei (Hook. & Arn.) D.J.N.Hind & G.L.Nesom